# Prionomma bigibbosum
Prionomma bigibbosum is een keversoort uit de familie boktorren (Cerambycidae). De wetenschappelijke naam van de soort is voor het eerst geldig gepubliceerd in 1853 door White. De keversoort komt voor in India, Bangladesh, Myanmar, Thailand, Laos en China.